# Cryptandra triplex
Cryptandra triplex là một loài thực vật có hoa trong họ Táo. Loài này được K.R.Thiele ex Kellermann mô tả khoa học đầu tiên năm 2006.